# Marc Blitzstein
Marcus "Marc" Samuel Blitzstein (2. marts 1905 i Philadelphia, USA –
22. januar 1964 i Fort-de-France, Martinique, Frankrig) var en amerikansk komponist.
Blitzstein studerede på Curtis Institute of Music. Tog derefter til Berlin, hvor han studerede hos Arnold Schönberg.
Han studerede derefter i Paris hos Nadia Boulanger. Han var meget inspireret og optaget
af Kurt Weill, og hele den politiske debat i Tyskland.
Blitzstein´s mest kendte værk er nok The Airborne Symphony, som var en af dirigenten
Leonard Bernstein´s første grammofonplade indspilninger.
Han har ligeledes komponeret orkesterværker, operaer etc.
Han døde ved et overfald af tre portugisiske sømænd i Martinique.

## Udvalgte værker
- Symfoni "Den luftbårne Symfoni" (1946) - for fortæller og orkester
- "Vuggen vil rocke" (1938) - musical
- "Dantons død" (1938) - scenemusik
- Jeg har sangen" (1938) - radioopera
- "Nej til svar" (1941) - musical